# Пхаппха

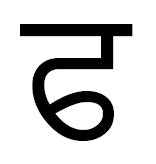
Пха

Пхаппха (в.-пандж. ਫੱਫਾ), пхуппа (хинди फुप्पा) — двадцать седьмая буква алфавита гурмукхи, обозначает:
- звук /pʰ/ (в сочетании с символами для обозначения гласных)

Примеры:
ਫਿਰ [pʰɪr] — снова
- сочетание согласного /pʰ/ с кратким гласным /a/ при отсутствии других символов для обозначения гласных

Примеры:
ਫੱਕ [pʰakk] — дробный, частый
С добавлением бинди (ਫ਼) используется для обозначения звука /f/ в заимствованиях из арабского, персидского и английского.

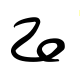
Пхаппха рукописная